# Zeus (chien)
Pour les articles homonymes, voir Zeus (homonymie).
Zeus, né le 22 novembre 2008 et mort le 3 septembre 2014, est un grand danois vivant à Otsego dans l'État américain du Michigan, qui a été célèbre pour avoir été nommé le « plus grand chien du monde » en 2012 et 2013 par le Livre Guinness des records. Debout sur ses pattes arrière, Zeus mesurait 2,26 mètres (7 ft 5 in),,, et lorsqu'il a été mesuré en octobre 2011, faisait 1,118 mètres (3 ft 8.0 in) au garrot,,.
Le 11 septembre 2014, le propriétaire de Zeus, Kevin Doorlag, a annoncé que celui-ci était mort de causes naturelles le 3 septembre, après avoir montré des signes de vieillesse pendant un certain temps,.